# Angelsaksen
Angelsaksen is de verzamelnaam voor de verschillende Germaanse stammen die zich, na het vertrek van de Romeinen in 407, in de loop van de 5e eeuw en later, in Engeland vestigden. Hierbij werden de tijdens de Romeinse bezetting van Brittania geromaniseerde Kelten, de Romano-Britten, naar de uithoeken van het eiland verdreven. Deze werden de voorouders van de huidige bewoners van Wales en Cornwall.

## Geschiedenis
De binnenvallende stammen waren afkomstig uit het noordwesten van Duitsland en Nederland (de Angelen en de Saksen en ook de Friezen) en uit Denemarken (de Juten).

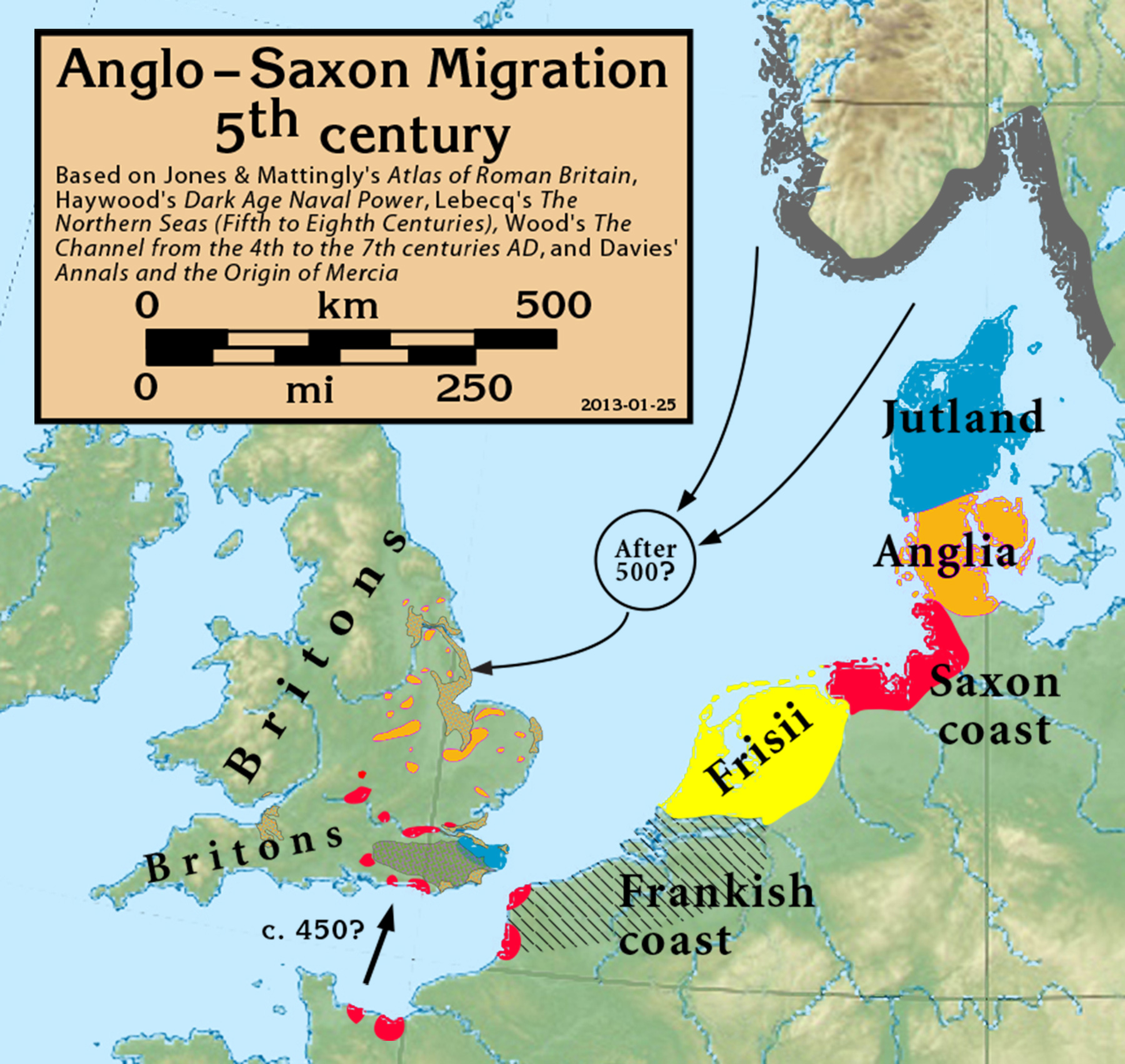
Angel-Sakische migraties 5e eeuw

De Saksen vestigden zich in het zuiden van het land, de Juten in het zuidoosten (Kent), de Angelen namen het grootste gebied in: het midden en noorden.

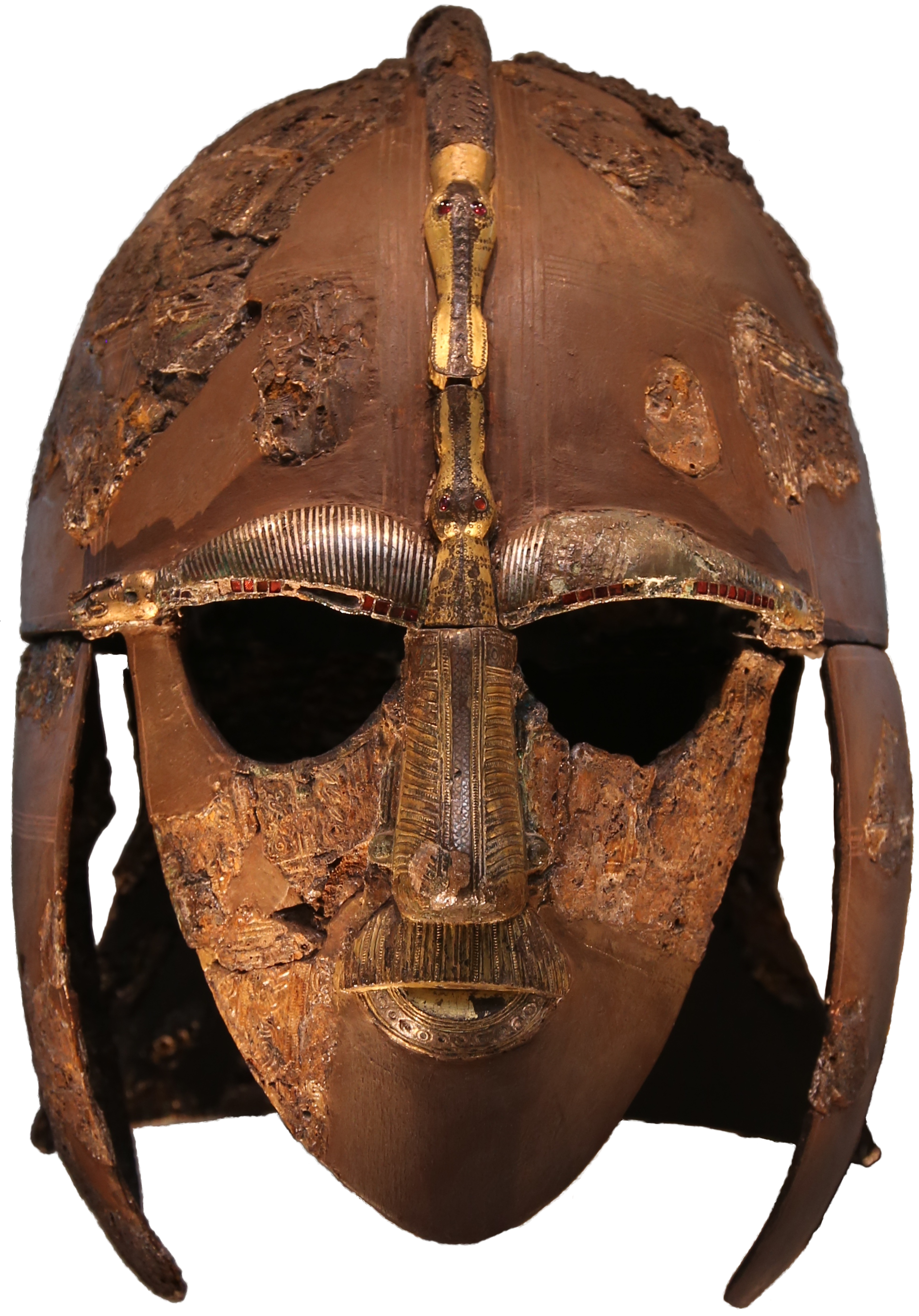
De beroemde paradehelm, die in 1939 werd gevonden in Sutton Hoo en mogelijk toebehoorde aan Rædwald van East Anglia († ca. 624). De helm was gebaseerd op het Romeinse paradehelmontwerp (uit de klasse van de spangenhelm) en heeft versieringen van zilverdraad en granaatsteentjes, zoals die kunnen worden gevonden op Zweedse helmen uit dezelfde tijd, die werden gevonden in Gamla Uppsala (Collectie van het British Museum)

Na verloop van tijd ontstond een aantal kleine koninkrijken, die elkaar de hegemonie betwistten. Om redenen van overzichtelijkheid worden meestal alleen de zeven invloedrijkste genoemd onder de betiteling heptarchie: Kent, Sussex, Wessex, Essex, Northumbria, East Anglia en Mercia.
Eind 6e eeuw lag het overwicht bij Kent. Paus Gregorius de Grote bevorderde via Augustinus van Canterbury de kerstening van de Germaanse stammen. Dit leidde in 597 tot de bekering van koning Ethelbert van Kent. Vervolgens nam Northumbria de positie van het leiderschap over. Koning Edwin van Northumbria liet zich in 627 dopen, waarna York de zetel werd van een nieuw bisdom en een kathedraalschool.
Geleidelijk aan ging de hegemonie over naar Mercia onder koning Ethelred van Mercia. Dit koninkrijk verwierf grote macht onder koning Ethelbald en met name koning Offa. De laatste bleef vooral bekend door de grensdam die hij bouwde aan de grens met Wales (Keltisch gebied): Offa's Dyke.

Angel-Saksische en Romano-Keltische koninkrijken ca. 650

Na Offa kreeg het koninkrijk Wessex de overhand. Koning Egbert (802-839) werd door Northumbria en Mercia erkend als bretwalda (een benaming voor de primus inter pares en daarmee in feite heerser over heel Brittannië). Na hem begonnen de invallen van de Denen (ook wel Vikingen of Noormannen) en ten tijde van koning Alfred de Grote hadden zij een groot deel van het land in handen. Alfred wist via een belangrijke overwinning in de slag bij Edington in 878 een vrede te bereiken waarbij Wessex verder buiten schot bleef, maar het noordoosten aan de Denen moest worden gelaten.
Het door de Denen beheerste gebied stond later bekend onder de naam Danelaw.
Alfreds opvolgers, zijn zoon Eduard de Oudere en diens zoon Athelstan, wisten de Denen te bedwingen en hun gezag uit te breiden.
Onder koning Edgar (959-975) bereikte het Angelsaksische rijk een hoogtepunt. De aanvallen van de Noormannen hielden op en de bevolkingsgroepen vermengden zich onderling.
Aan het eind van de 10e eeuw hervatten de Denen hun aanvallen. Zij konden enige tijd afgekocht worden door de betaling van het zogenaamde Danegeld, maar in 1016 werd de Deense koning Knoet ook koning van Engeland. Na de koningen Harold I en Hardeknoet volgde in 1042 het herstel van de overheersing door Wessex onder koning Eduard de Belijder. Na de Normandische verovering van Engeland door Willem de Veroveraar in 1066 nam de invloed van de Angelsaksen af.